# 丘埃卡 (托莱多)
丘埃卡，是西班牙卡斯蒂利亚-拉曼恰托莱多省的一个市镇。总面积11平方公里，总人口269人（2015年），人口密度24人/平方公里。